# 廣泉站
廣泉站（韓語：광천역）是朝鮮民主主義人民共和國咸鏡南道端川市的一個鐵路車站，属于金溝線。

## 邻近车站
金溝線
畓洞站 - 廣泉站 - 東德站